# Liste der Monuments historiques in Pleyben
Die Liste der Monuments historiques in Pleyben führt die Monuments historiques in der französischen Gemeinde Pleyben auf.

## Liste der Bauwerke
| Bezeichnung                                                          | Beschreibung | Standort                       | Kennzeichnung | Schutzstatus | Datum                                           | Bild           |
| -------------------------------------------------------------------- | ------------ | ------------------------------ | ------------- | ------------ | ----------------------------------------------- | -------------- |
| Umfriedeter Pfarrbezirk mit Kirche St-Germain, Calvaire und Beinhaus |              | Place Charles-de-Gaulle (Lage) | PA00090166    | Classé       | 1846 (Kirche), 1875 (Calvaire), 1914 (Beinhaus) | weitere Bilder |

## Liste der Objekte
- Monuments historiques (Objekte) in Pleyben in der Base Palissy des französischen Kultusministeriums